# 크라스노그바르데이스카야역
크라스노그바르데이스카야역(러시아어: Красногвардейская)은 모스크바 지하철 자모스크보레츠카야 선의 역이다. 모스크바 남부 행정 구역인 자블리코보 지역에 위치하고 있다.

## 역사
본 역은 1985년 9월 7일 개통되었다. 모스크바 크라스노그바르데이스키구(1991년 폐지됨)에 유래하여 역명이 제정되었다.

## 환승
류블린스코 드미트롭스카야 선 자블리코보 역으로의 환승 통로는 2011년 12월 2일에 개통되면서 환승역이 되었다. 환승 개통 당시 크라스노그바르데이스카야 역과 자블리코보 역 모두 각 노선의 시종점역이었다.

## 같이 보기
1. ↑  1991년 11월 13일 저녁, 모스크바 번호 224